# Cyclophora flava
Cyclophora flava là một loài bướm đêm trong họ Geometridae.